# Palniacris rugulosus
Palniacris rugulosus är en insektsart som först beskrevs av Bolívar, I. 1902.  Palniacris rugulosus ingår i släktet Palniacris och familjen gräshoppor. Inga underarter finns listade i Catalogue of Life.